# Kamjanka (rejon ochtyrski)
Kamjanka (ukr. Кам'янка) – wieś na Ukrainie, w obwodzie sumskim, w rejonie ochtyrskim, w hromadzie Trościaniec. W 2001 liczyła 1180 mieszkańców, spośród których 1073 wskazało jako ojczysty język ukraiński, 105 rosyjski, 1 białoruski, a 1 inny.
W 2021 miała 800 mieszkańców (szacunek).